# Lipno nad Vltavou
Lipno nad Vltavou (niem. Lippen) – miejscowość w Czechach, w kraju południowoczeskim, w powiecie Český Krumlov. W Lipnie znajduje się zapora tworząca największe sztuczne jezioro w Czechach - Zbiornik Lipnowski. Zbiornik ten został utworzony na najdłuższej rzece w Czechach – Wełtawie. Lipno nad Vltavou w lecie jest ośrodkiem sportów wodnych oraz kolarstwa, a w zimie ośrodkiem sportów zimowych – znajduje się tu około 40 km tras narciarstwa biegowego.
W miejscowości znajduje się stacja kolejowa Lipno nad Vltavou.

## Galeria

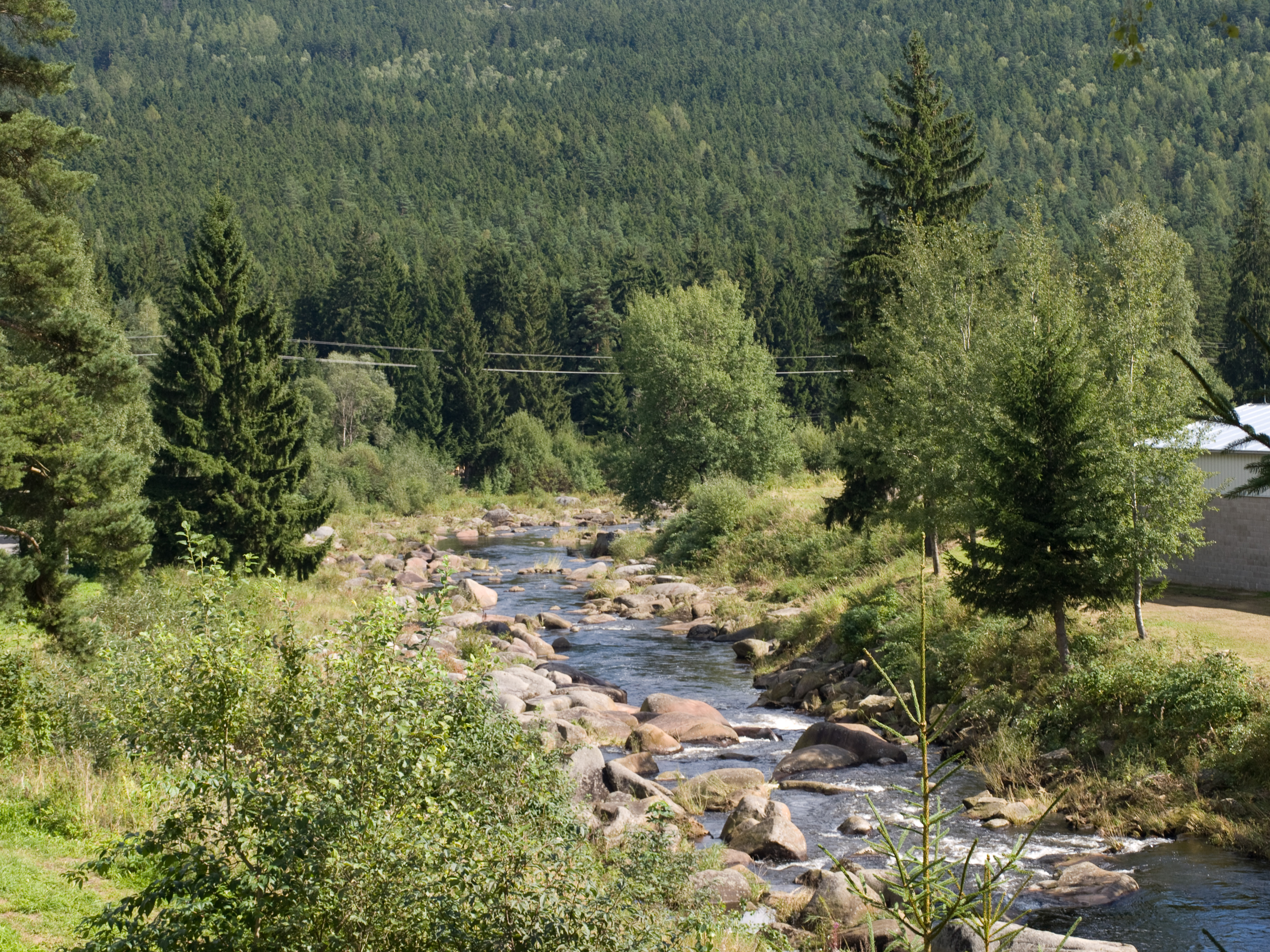
Wełtawa w okolicach Lipna
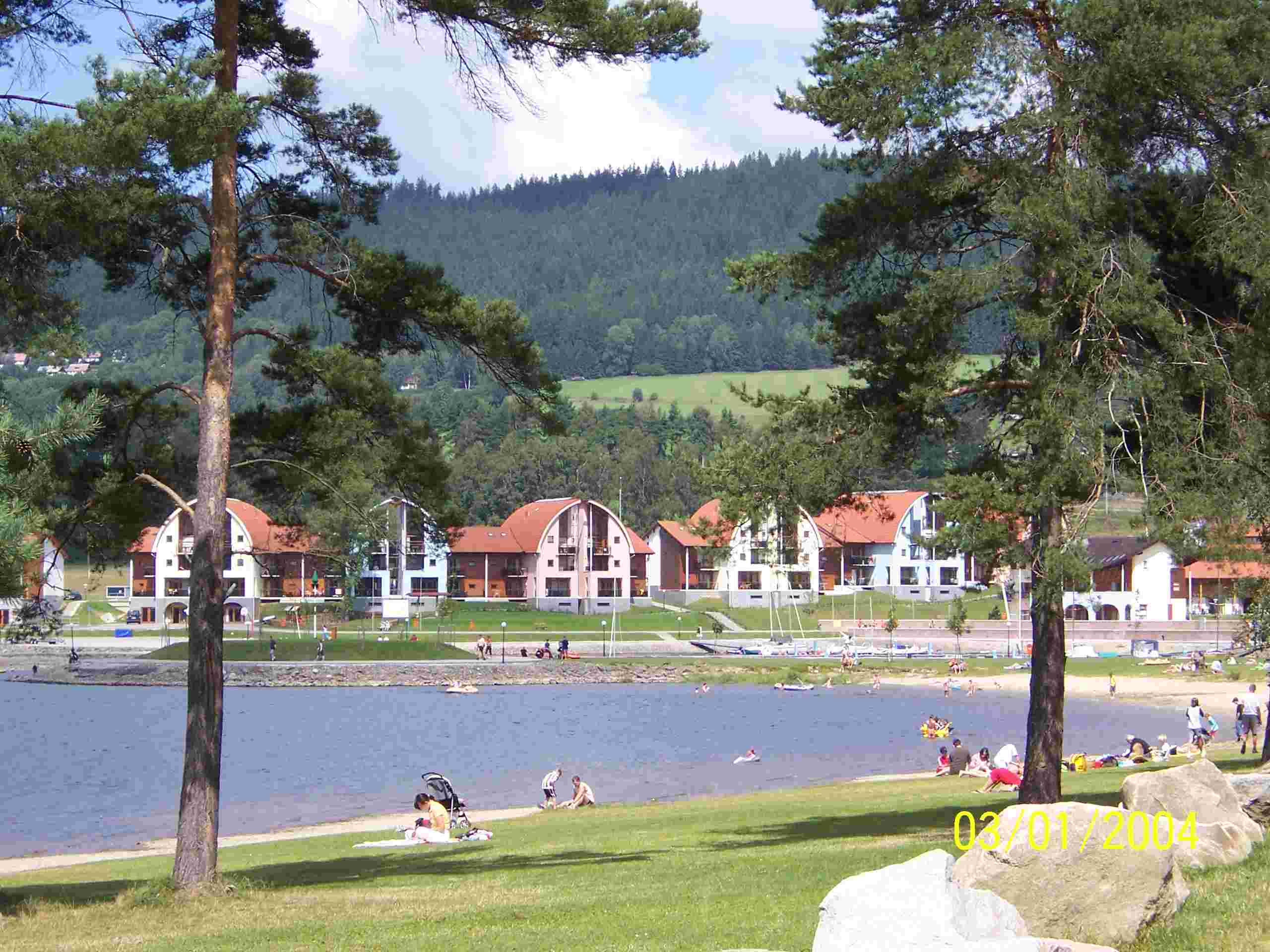
Marina Lipno